# Solana de Ríoalmar
Solana de Ríoalmar är en ort i Spanien.   Den ligger i provinsen Provincia de Ávila och regionen Kastilien och Leon, i den centrala delen av landet, 120 km väster om huvudstaden Madrid. Solana de Ríoalmar ligger 1 143 meter över havet och antalet invånare är 257.
Terrängen runt Solana de Ríoalmar är kuperad åt sydost, men åt nordväst är den platt. Terrängen runt Solana de Ríoalmar sluttar norrut. Runt Solana de Ríoalmar är det mycket glesbefolkat, med 5 invånare per kvadratkilometer. Närmaste större samhälle är Crespos, 15,1 km norr om Solana de Ríoalmar. Trakten runt Solana de Ríoalmar består i huvudsak av gräsmarker.